# 奇妙
| ウィキペディアには「奇妙」という見出しの百科事典記事はありません（タイトルに「奇妙」を含むページの一覧/「奇妙」で始まるページの一覧）。 代わりにウィクショナリーのページ「奇妙」が役に立つかもしれません。 |